# New General Catalogue
El New General Catalogue (en català, «Nou catàleg general»), també conegut amb les sigles NGC, és com es coneix el New General Catalogue of Nebulae and Clusters of Stars (o «Nou catàleg general de nebuloses i cúmuls d'estrelles»), i és el catàleg d'objectes astronòmics del cel profund més conegut dins l'astronomia amateur. Conté 7.840 objectes entre els quals hi ha núvols estel·lars, nebuloses planetàries i galàxies, la totalitat d'objectes del cel profund coneguts fins a la fi del segle xix. El seu nom té com a referència l'antic catàleg, el General Catalogue o General Catalogue of Nebulae and Clusters, publicat per John Herschel el 1864.
El catàleg va ser compilat durant la dècada de 1880 per John Louis Emil Dreyer utilitzant observacions fetes principalment per William Herschel i el seu fill, i ampliat amb els dos catàlegs coneguts com a Index Catalogues (IC I & IC II), afegint uns 5.000 nous objectes.
Els objectes de l'hemisferi sud han estat menys estudiats que els objectes de l'hemisferi nord, molts dels quals van ser observats per John Herschel. El catàleg NGC contenia nombrosos errors que han estat corregits en la seva edició revisada, el RNGC o Revised New General Catalogue.